# パッション (アルバム)
『パッション - 最後の誘惑 オリジナル・サウンドトラック』 (Passion: Music for the Last Temptation of Christ) は、1989年にリリースされたピーター・ガブリエルのアルバムであり、映画『最後の誘惑』のサウンドトラックである。

## 概要
元々このアルバムは、イエス・キリストにおける人と神との二面性の葛藤を主題としたニコス・カザンザキスの小説をマーティン・スコセッシ監督が映画化した『最後の誘惑』 (1988年) のサウンドトラックとして製作が開始された。しかし、ガブリエルはこのアルバムの製作に並々ならぬ情熱を傾け、映画公開の翌年になってガブリエルのフル・アルバム的な扱いでリリースされた。中東やアフリカの伝統的音楽と現代のテクノロジーとを融合したこの作品は、ワールドミュージックにおける当時のブームのひとつの重要なメルクマールだとみなされている。
なお「パッション」には「キリストの受難と受難曲」の意味があり、『最後の誘惑』と同じくイエスを扱ったメル・ギブソンの映画『パッション』 (The Passion of the Christ、2004年) とは無関係である。

## 製作までの経緯
ガブリエルはアフリカやアジアなど世界各地の音楽に大いに興味を持っており1980年の3作目のソロ・アルバム『ピーター・ガブリエル III』の頃より自らの曲でも原始的なリズムの響きを前面に押し出すものが多くなった。こうした曲を耳にしたスコセッシは、ザ・バンドのロビー・ロバートソンの仲介で1983年に構想中の『最後の誘惑』の音楽をガブリエルに依頼した。 
ガブリエルはその前年より欧州に世界各地の音楽を紹介しようと「ウォーマッド」 (WOMAD) フェスティバルを行うとともに、自らのリアル・ワールド・スタジオを各地のミュージシャンに貸し出すことで多くのミュージシャンとの交流を深めてきた。いにしえの中東を舞台とした映画のサウンドトラックは、こうしたミュージシャンとの直接のコラボレーションを発表する絶好の機会となり、完成したアルバムは、ヌスラット・ファテ・アリ・ハーン、ユッスー・ンドゥール、バーバ・マールといったまだあまり知られていなかった世界の才能をポピュラー・ミュージックのリスナーに紹介するのに役立つこととなった。
しかし当初にはこのサウンドトラックの製作は危機にさらされていた。キリスト教徒にとってセンシティヴな内容を含む映画そのものは、すでに企画の段階で原理主義者の反対運動を引き起こし、ガブリエルに曲を依頼した直後に製作の見通しが立たなくなっていた。一方で、採算を度外視したウォーマッドなどの活動で経済的な困難にさらされていたガブリエルにとっても、当時は、是が非でもヒット作を作り上げることが先決問題であった。映画の方は、1986年になって予算を減らし映画会社を変えることで軌道に乗り始めた。同じ年、ガブリエルはこれまでよりポップスの要素を増したアルバム『So』を発表し、これはガブリエルにこれまでにない成功をもたらした。こうして、このサントラのプロジェクトが再び動き出すことになった。この危機以前に構想されていた曲の一端は、本来、映画に提供されるはずであった『So』に納められた「ザット・ヴォイス・アゲイン」 (That Voice Again) でうかがい知ることができる。
1987年にモロッコで映画のロケが始まると、ガブリエルは結局およそ3ヶ月で映画のための曲を仕上げることになった。映画ではガブリエルの創作曲だけでなく、他のミュージシャンの過去の作品や現地録音された音楽にガブリエルによる現代的なトラックが被せられたものも使われた。こうして1988年8月に映画は公開された。しかし、かつてロバート・フリップから「煮え切らないいじり魔だ」と揶揄されたほど完成まぎわの曲でも徹底的に手を加えるガブリエルは、映画完成後もこのアルバムの製作を継続した。ガブリエルによるアルバムのリリースは、映画の公開から10ヶ月も遅れた1989年6月まで待たねばならなかった。

## リアル・ワールドからのリリース
アルバムは、『So』で得た資金などをもとにガブリエルによって立ち上げられた新たなワールドミュージックのレーベル、「リアル・ワールド・レコード」の第1弾作品となった。その後のリアル・ワールドから発表されたアルバムと同様、ケースに貼られたシール以外文字の一切ないフロント・カバーには、イギリスのアーティスト、ジュリアン・グレーター (Julian Grater) による作品『Drawing Study for Self Image II』(1987年)が使われている。
また、ガブリエルの曲だけでなく、アルバムの製作に関わったり各地で現地録音されたりした音楽は、コンピレーション・アルバム『パッション・ソーシーズ』 (Passion - Sources) としてまとめられ、アルバム『パッション』と同時にリアル・ワールドからリリースされた。
本アルバムは、1990年のグラミー賞で「最優秀ニューエイジ・パフォーマンス賞 (Best New Age Performance)」を獲得している。2003年にはデジタル・リマスター版がリリースされた。

## 各曲解説
収録曲はほぼインストゥルメンタル。曲のいくつかは各地の伝統的な曲を大胆にアレンジしたものである。冒頭の「The Feeling Begins」は映画でもオープニングで用いられ、世界最古のキリスト教国であるアルメニアの曲「The Wind Subside」がこの地域における伝統的木管楽器のドゥドゥクで演奏され、シンセサイザーによるドラムなどがそれに重ねられている。「Lazarus Raised」でもドゥドゥクによるクルドの伝統的な曲の演奏が冒頭に使われ、「Before Night Falls」では同じくクルドの民謡が尺八に似たナーイの音色で聞かれる。
「Zaar」はエジプトのミュージシャンによる悪霊を追い払うための伝統音楽をもととしており、ベスト・アルバム『シェイキング・ザ・トゥリー』にも再録された。一方、「Sandstorm」では後半に現地録音のモロッコのパーカッションと唄い声が使われている。
「A Different Drum」では、西アフリカのドラムの響きにセネガルのユッスー・ンドゥールとガブリエルの対照的な声が重ねられ、「Passion」では、さらにパキスタンのヌスラット・ファテ・アリ・ハーンの声が聴かれる。
ほぼ全編にわたりインドの L. シャンカール (L. Shankar) による独特のダブル・ヴァイオリンの演奏が取り入れられ、特に「Open」はシャンカールとガブリエルによる即興演奏をもととしている。また、「Stigmata」はイランのマームッド・タブリジーザデーによるkementché (レベックに似た弦楽器)とガブリエルによる即興に基づいている。

## 収録曲
特記なき楽曲の作詞・作曲はピーター・ガブリエル
サイド1
1. 「奇跡の始まり」 - "The Feeling Begins" 4:00
2. 「受難の園」 - "Gethsemane" 1:26
3. 「望み」 - "Of These, Hope" 3:55
4. 「ラザロの復活」 - "Lazarus Raised" 1:26
5. 「望み - リプライズ」 - "Of These, Hope – Reprise" 2:44
6. 「誘惑」 - "In Doubt" 1:33
7. 「異なる響き」 - "A Different Drum" 4:40

サイド2
1. 「ツァール」 - "Zaar" 4:53
2. 「難儀」 - "Troubled" 2:55
3. 「心を開いて」 - "Open" (ガブリエル、L. シャンカール) 3:27
4. 「日暮れ前」 - "Before Night Falls" 2:18
5. 「愛に包まれて」 - "With This Love" 3:40

サイド3
1. 「砂嵐」 - "Sandstorm" 3:02
2. 「聖痕」 - "Stigmata" (ガブリエル、マームッド・タブリジー・ザデー) 2:28
3. 「受難」 - "Passion" 7:39
4. 「愛に包まれて - クワイア」 - "With This Love (Choir)" 3:20

サイド4
1. 「生命の壁」 - "Wall of Breath" 2:29
2. 「闇の契り」 - "The Promise of Shadows" 2:13
3. 「妨害」 - "Disturbed" 3:35
4. 「成就」 - "It Is Accomplished" 2:55
5. 「パンとぶどう酒」 - "Bread and Wine" 2:21

## チャート
| チャート（1989年）               | 最高順位 |
| -------------------------------- | -------- |
| アメリカ（Billboard 200）        | 60       |
| イギリス（全英アルバムチャート） | 29       |